# David Roy Shackleton Bailey
David Roy Shackleton Bailey, FBA (10 dicembre 1917 – 28 novembre 2005), è stato un filologo classico britannico.
Specialista di letteratura latina (in particolare nel campo della critica del testo), ha insegnato nelle università di Cambridge, del Michigan e ad Harvard. È noto soprattutto per il suo lavoro su Orazio, l'epigramma latino e Cicerone (in particolare i suoi numerosi commenti e traduzioni delle lettere di Cicerone). In aggiunta, si è dedicato a Properzio, Quintiliano, Valerio Massimo.
È stato autore di otto edizioni teubneriane: la prima parte dell'Anthologia Latina, l'opera completa di Orazio, l'epistolario di Cicerone (in tre volumi), le declamazioni minori di Quintiliano, il De bello civili di Lucano e infine gli epigrammi di Marziale, considerata oggi l'edizione autoritativa; e di nove edizioni per la Loeb Classical Library: le opere di Marziale (Epigrammi, Liber de spectaculis, Xenia et Apophoreta, in tre volumi), i Factorum et dictorum memorabilia di Valerio Massimo, le Epistulae ad familiares di Cicerone, le opere complete di Stazio (Silvae, Tebaide, Achilleide, in tre volumi) e, postuma, le declamazioni minori di Quintiliano.

## Biografia
David Roy Shackleton Bailey era il più giovane di quattro figli di John Henry Shackleton Bailey, insegnante e studioso di matematica, e Rosmund Maud (nata Giles). Dopo aver studiato alla Lancaster Royal Grammar School, dove suo padre era preside, Shackleton Bailey ha studiò prima Classics e poi Studi orientali al Gonville & Caius College di Cambridge, prima di trascorrere gli anni della Seconda Guerra Mondiale a Bletchley Park, il quartier generale del genio militare britannico che si dedicava alla decriptazione dei messaggi cifrati.
Tornò al Caius College come Fellow nel 1944, e nel 1948 ottenne la cattedra di Tibetano all'Università di Cambridge. Nel 1955 si spostò al Jesus College di Cambridge, dove, in qualità di direttore del dipartimento di studi classici, iniziò a pubblicare la lunga serie di libri e articoli su autori latini che avrebbero occupato il resto della sua vita. Trascorse altri quattro anni al Caius College (dal 1964 fino al 1968), questa volta prestando servizio come Borsista e poi come Borsista Senior. Nel 1968 attraversò l'Atlantico, diretto all'Università del Michigan ad Ann Arbor; nel 1976 si trasferì all'Università di Harvard (del cui dipartimento di Classics era stato Visitor nel 1963), prima come professore di greco e latino, poi (dal 1982) come Pope Professor di lingua e letteratura latina. Fu due volte direttore degli Harvard Studies in Classical Philology (1980-1981 e 1983-1985). Nel 1988 andò in pensione da Harvard e divenne professore a contratto presso l'Università del Michigan.
Nel 1967 sposò Hilary Ann Bardwell (che in seguito sposò Alastair Boyd), l'ex moglie dello scrittore britannico Kingsley Amis; divorziarono nel 1975. Nel 1994 sposò Kristine Zvirbulis. Amava i gatti (il primo volume della sua edizione in sette volumi della Cambridge University Press, Letters of Cicero, è dedicata a Donum, un dono di Frances Lloyd-Jones) e la musica classica.
Nel 1958 fu nominato Fellow of the British Academy (la quale l'avrebbe poi premiato con la Kenyon Medal nel 1985) e un Litt.D. da parte dell'Università di Cambridge; fu anche insignito di un Litt.D. onorario dall'Università di Dublino 1984. È stato eletto membro dell'American Academy of Arts and Sciences nel 1975. Era un membro dell'American Philological Association, che gli ha conferito il Goodwin Award for Merit nel 1978; dell'American Academy of Arts and Letters; membro onorario della Society for the Promotion of Roman Studies; infine, membro onorario del Gonville & Caius College di Cambridge.
Affetto dal morbo di Alzheimer, si spense quasi ottantottenne ad Ann Arbor, nel Michigan.

## Attività di ricerca
Pur avendo esordito come orientalista, il suo lavoro di ricerca si concentrò principalmente sulla filologia latina, sulla storia e sulla prosopografia romane.
Il suo autore d'elezione fu Cicerone, del quale stabilì dapprima il testo critico degli ultimi sette libri delle lettere ad Attico (Cicero 1961) per gli Oxford Classical Texts, proseguendo poi il lavoro negli anni cantabrigensi, pubblicando testo e commento dell'intero epistolario ad Attico (Cicero 1965a, Cicero 1965b, Cicero 1966, Cicero 1967, Cicero 1968a, Cicero 1968b), delle lettere ai familiari (Cicero 1977a, Cicero 1977b) e delle lettere a Quinto Tullio Cicerone e Marco Giunio Bruto (Cicero 1980). Infine, pubblicò l'intero epistolario (Cicero 1987a, Cicero 1987b, Cicero 1988a, Cicero 1988b) per la Bibliotheca Teubneriana. Sempre di Cicerone curò la redazione degli onomastici (cioè gli indici dei nomi propri) dei discorsi (Shackleton Bailey 1992), delle lettere (Shackleton Bailey 1995) e dei trattati (Shackleton Bailey 1996).
Accanto all'Arpinate, continuò a occuparsi di oratoria latina stabilendo il testo delle declamazioni minori di Quintiliano (Quintilianus 1989); né ignorò la poesia latina di epoca repubblicana e protoimperiale, producendo apprezzate edizioni critiche di Orazio (Horatius 2001), Lucano (Lucanus 1997) e soprattutto Marziale (Martialis 1990) e l'edizione critica dei carmina dell'antologia latina raccolti da Claude Saumaise (Anthologia Latina I.1).
Accanto alle edizioni critiche, pubblicò un volume di studi su Properzio (Shackleton Bailey 1958), uno su Orazio (Shackleton Bailey 1982) e un saggio sull'omoteleuto nella poesia latina (Shackleton Bailey 1994).
Ha curato una ventina di volumi per la Loeb Classical Library, contenenti le opere di Marziale (LCL 94, LCL 95, LCL 480), Valerio Massimo (LCL 492, LCL 493), Stazio (LCL 206, LCL 207, LCL 498), Quintiliano (LCL 500; LCL 501) e Cicerone (Filippiche: LCL 189, LCL 507; lettere ad Attico: LCL 7, LCL 8, LCL 97, LCL 491; lettere agli amici: LCL 205, LCL 216; LCL 230).

## Pubblicazioni selezionate

### Edizioni, commenti e traduzioni

#### Bibliotheca Teubneriana
- Anthologia Latina, I: Carmina in codicibus scripta; fasc. 1: Libri Salmasiani aliorumque carmina, recensuit D. R. Shackleton Bailey, Stuttgardiae, in aedibus B. G. Teubneri, 1982, ISBN 3-519-01030-5.
- Q. Horatius Flaccus, Opera, edidit D. R. Shackleton Bailey, IVª ed., Berolini et Novi Eboraci, Walter De Gruyter GmbH, 2001, ISBN 978-3-11-020292-2.
- M. Tulli Ciceronis, Epistulae ad Atticum, edidit D. R. Shackleton Bailey, Vol. I: Libri I-VIII, Stutgardiae, in aedibus B. G. Teubneri, 1987, ISBN 3-519-01208-1.
- M. Tulli Ciceronis, Epistulae ad Atticum, edidit D. R. Shackleton Bailey, Vol. II: Libri IX-XVI, Stutgardiae, in aedibus B. G. Teubneri, 1987, ISBN 3-519-01209-X.
- M. Tulli Ciceronis, Epistulae ad familiares. Libri I-XVI, edidit D. R. Shackleton Bailey, Stutgardiae, in aedibus B. G. Teubneri, 1988, ISBN 3-519-01210-3.
- M. Tulli Ciceronis, Epistulae ad Quintum fratrem. Epistulae ad M. Brutum. Commentariolum petitionis. Fragmenta epistularum, edidit D. R. Shackleton Bailey, Stutgardiae, in aedibus B. G. Teubneri, 1988, ISBN 3-519-01211-1.
- M. Fabii Quintiliani, Declamationes minores, edidit D. R. Shackleton Bailey, Stutgardiae, in aedibus B. G. Teubneri, 1989, ISBN 3-519-01753-9.
- M. Annaeus Lucanus, De bello civili libri X, edidit D. R. Shackleton Bailey, IIª ed., Berolini et Novi Eboraci, Walter De Gruyter GmbH, 1997, ISBN 978-3-598-71502-0.
- M. Valerius Martialis, Epigrammata, post V. Heraeum ‹edidit› D. R. Shackleton Bailey, Monachii et Lipsiae, in aedibus K. G. Saur, 1990, ISBN 978-3-598-71531-0.

#### Cambridge Classical Texts and Commentaries
- D. R. Shackleton Bailey, Cicero's Letters to Atticus, Vol. 1, 68-65 BC: 1-45 (Books I-II), Cambridge, UK, Cambridge University Press, 1965, ISBN 0-521-04643-2.
- D. R. Shackleton Bailey, Cicero's Letters to Atticus, Vol. 2, 58-54 BC: 46-93 (Books III-IV), Cambridge, UK, Cambridge University Press, 1965, ISBN 0-521-04644-0.
- D. R. Shackleton Bailey, Cicero's Letters to Atticus, Vol. 5, 48-45 BC: 211-354 (Books XI-XIII), Cambridge, UK, Cambridge University Press, 1966, ISBN 0-521-04645-9.
- D. R. Shackleton Bailey, Cicero's Letters to Atticus, Vol. 6, 44 BC: 355-426 (Books XIV-XVI), Cambridge, UK, Cambridge University Press, 1967, ISBN 0-521-04646-7.
- D. R. Shackleton Bailey, Cicero's Letters to Atticus, Vol. 3, 51-50 BC: 94-132 (Books V-VII.9), Cambridge, UK, Cambridge University Press, 1968, ISBN 0-521-06927-0.
- D. R. Shackleton Bailey, Cicero's Letters to Atticus, Vol. 4, 49 BC: 133-210 (Books VII.10-X), Cambridge, UK, Cambridge University Press, 1968, ISBN 0-521-06928-9.
- Cicero, Epistulae ad Familiares, edited by D. R. Shackleton Bailey, Vol. I, 62-47 BC, Cambridge, UK, Cambridge University Press, 1977, ISBN 0-521-21151-4.
- Cicero, Epistulae ad Familiares, edited by D. R. Shackleton Bailey, Vol. II, 47-43 BC, Cambridge, UK, Cambridge University Press, 1977, ISBN 0-521-21152-2.
- Cicero, Epistulae ad Quantum Fratrem et M. Brutum, edited by D. R. Shackleton Bailey, Cambridge, UK, Cambridge University Press, 1980, ISBN 0-521-23053-5.

#### Loeb Classical Library
- Martial, Epigrams, edited and translated by D. R. Shackleton Bailey, Vol. 1: Spectacles, Books 1-5, Cambridge, MA., Harvard University Press, 1993, ISBN 978-0-674-99555-0.
- Martial, Epigrams, edited and translated by D. R. Shackleton Bailey, Vol. 2: Books 6-10, Cambridge, MA., Harvard University Press, 1993, ISBN 978-0-674-99556-7.
- Martial, Epigrams, edited and translated by D. R. Shackleton Bailey, Vol. 3: Books 11-15, Cambridge, MA., Harvard University Press, 1993, ISBN 978-0-674-99529-1.
- Cicero, Letters to Atticus, vol. 1, edited and translated by D. R. Shackleton Bailey, Cicero vol. XXII, Cambridge, MA., Harvard University Press, 1999, ISBN 978-0-674-99571-0.
- Cicero, Letters to Atticus, vol. 2, edited and translated by D. R. Shackleton Bailey, Cicero vol. XXIII, Cambridge, MA., Harvard University Press, 1999, ISBN 978-0-674-99572-7.
- Cicero, Letters to Atticus, vol. 3, edited and translated by D. R. Shackleton Bailey, Cicero vol. XXIV, Cambridge, MA., Harvard University Press, 1999, ISBN 978-0-674-99573-4.
- Cicero, Letters to Atticus, vol. 4, edited and translated by D. R. Shackleton Bailey, Cicero vol. XXIX, Cambridge, MA., Harvard University Press, 1999, ISBN 978-0-674-99540-6.
- Valerius Maximus, Memorable Doings and Sayings, edited and translated by D. R. Shackleton Bailey, Vol. I: Books 1-5, Cambridge, MA., Harvard University Press, 2000, ISBN 978-0-674-99541-3.
- Valerius Maximus, Memorable Doings and Sayings, edited and translated by D. R. Shackleton Bailey, Vol. II: Books 6-9, Cambridge, MA., Harvard University Press, 2000, ISBN 978-0-674-99542-0.
- Cicero, Letters to friends, vol. 1: Letters 1-113, edited and translated by D. R. Shackleton Bailey, Cicero vol. XXV, Cambridge, MA., Harvard University Press, 2001, ISBN 978-0-674-99588-8.
- Cicero, Letters to friends, vol. 2: Letters 114-280, edited and translated by D. R. Shackleton Bailey, Cicero vol. XXVI, Cambridge, MA., Harvard University Press, 2001, ISBN 978-0-674-99589-5.
- Cicero, Letters to friends, vol. 3: Letters 281-435, edited and translated by D. R. Shackleton Bailey, Cicero vol. XXVII, Cambridge, MA., Harvard University Press, 2001, ISBN 978-0-674-99590-1.
- Cicero, Letters to Quintus and Brutus. Letter Fragments. Letter to Octavian. Invectives. Handbook of Electioneering, edited and translated by D. R. Shackleton Bailey, Cicero vol. XXVIII, Cambridge, MA., Harvard University Press, 2002, ISBN 978-0-674-99599-4.
- Statius, Silvae, edited and translated by D. R. Shackleton Bailey, Statius vol. I, Cambridge, MA., Harvard University Press, 2003, ISBN 978-0-674-99690-8.
- Statius, Thebaid, Books 1-7, edited and translated by D. R. Shackleton Bailey, Statius vol. II, Cambridge, MA., Harvard University Press, 2004, ISBN 978-0-674-01208-0.
- Statius, Thebaid, Books 8-12. Achilleid, edited and translated by D. R. Shackleton Bailey, Statius vol. III, Cambridge, MA., Harvard University Press, 2004, ISBN 978-0-674-01209-7.
- Quintilian, The Lesser Declamations, edited and translated by D. R. Shackleton Bailey, Vol. I, Cambridge, MA., Harvard University Press, 2006, ISBN 978-0-674-99618-2.
- Quintilian, The Lesser Declamations, edited and translated by D. R. Shackleton Bailey, Vol. II, Cambridge, MA., Harvard University Press, 2006, ISBN 978-0-674-99619-9.
- Cicero, Philippics 1-6, edited and translated by D. R. Shackleton Bailey; revised by John T. Ramsey and Gesine Manuwald, Cicero vol. XVa, Cambridge, MA., Harvard University Press, 2010, ISBN 978-0-674-99634-2.
- Cicero, Philippics 7-14, edited and translated by D. R. Shackleton Bailey; revised by John T. Ramsey and Gesine Manuwald, Cicero vol. XVb, Cambridge, MA., Harvard University Press, 2010, ISBN 978-0-674-99635-9.

#### Oxford Classical Texts
- M. Tulli Ciceronis epistulae, Vol. 2: Epistulae ad Atticum; pars posterior: Libri IX-XVI, Oxford, Oxford University Press, 1961, ISBN 978-0-198-14641-4.

#### Traduzioni varie
- The Śatapañcāśatka of Mātṛceṭa, Sanskrit text, Tibetan translation & commentary and Chinese translation [by I-Ching]. Edited by D.R. Shackleton Bailey with an introduction, English translation and notes, Cambridge, Cambridge University Press, 1951, OCLC 635754609.
- Cicero's letters to his friends (Atlanta, 1978).
- Cicero's Letters to Atticus, 2 v. (London, 1978).
- Cicero: Philippics (Chapel Hill, 1986).
- Cicero. Back from Exile: Six Speeches upon his Return (Atlanta, 1991).

### Onomastici ciceroniani
- D. R. Shackleton Bailey, Onomasticon to Cicero's speeches, IIª ed., Stuttgart - Leipzig, B. G. Teubner, 1992  [1988], ISBN 3-519-17416-2.
- D. R. Shackleton Bailey, Onomasticon to Cicero’s letters, Stuttgart - Leipzig, B. G. Teubner, 1995, ISBN 3-519-07426-5.
- D. R. Shackleton Bailey, Onomasticon to Cicero’s treatises, Stuttgart - Leipzig, B. G. Teubner, 1996, ISBN 3-519-07432-X.

### Saggi
- D. R. Shackleton Bailey, Propertiana, Cambridge, UK, Cambridge University Press, 2014  [1958], ISBN 978-1-316-53005-4.
- D. R. Shackleton Bailey, Profile of Horace, Cambridge, MA., Harvard University Press, 1982, ISBN 978-0-674-71325-3.
- D. R. Shackleton Bailey, Homoeoteleuton in Latin dactylic verse, Stuttgart - Leipzig, B. G. Teubner, 1994, ISBN 978-3-663-12170-1.
- D. R. Shackleton Bailey, Selected classical papers, Ann Arbor, University of Michigan Press, 1997, ISBN 978-0-472-10816-9.

## Curiosità
- Pare che amasse così tanto i gatti, e in particolare il suo gatto Donum, da volerlo sempre con sé nel suo ufficio; si dice che Sir Denys Page, all'epoca Master di Jesus College, rifiutò di permettergli di installare una gattaiola nell'antica porta di quercia dell'ufficio, e che questo abbia determinato il ritorno di Shackleton Bailey a Caius College nel 1964.[7]

### Necrologi
- Michigan Daily [collegamento interrotto]
- Independent.co.uk - Professor DR Shackleton Bailey
- I tempi
- American Philosophical Society

| Controllo di autorità | VIAF (EN) 22155492 · ISNI (EN) 0000 0001 1022 4129 · SBN BVEV009720 · BAV 495/10630 · LCCN (EN) n50017957 · GND (DE) 120442221 · BNE (ES) XX1216010 (data) · BNF (FR) cb120247629 (data) · J9U (EN, HE) 987007267966705171 · CONOR.SI (SL) 24992099 |